# Ulex micranthus
Ulex micranthus es una especie de planta con flores de la familia Fabaceae, género Ulex. La autoridad científica más importante sobre la especie es Johan Martin Christian Lange, habiendo sido publicada en Videnskabelige Meddelelser fra Dansk Naturhistorisk Forening i Kjøbenhavn en la temprana fecha de 1877. También recibe el nombre de aulaga o tojo gatunho.

## Distribución
Se trata de una especie presente en territorio portugués, concretamente en Portugal continental, zona norte, así como en regiones interiores de España, en especial en la parte meridional de Galicia.
En cuanto a su origen natural, es endémica de la Península ibérica.

## Estado de conservación
No está protegida por la legislación portuguesa ni por la española, ni tampoco por las directivas comunitarias de la Unión Europea.